# Club Atletico Faenza 1952-1953
L'Omsa Faenza 1952-53 è giunta sesta in Serie A.
Stagione che inizia con dissesti economici che sono però risanati grazie allo sponsor Omsa, che intervenendo evita il fallimento. La squadra, decimata (in quanto alcune giocatrici decidono di lasciare il basket) e senza nuovi acquisti, ma solo con conferme, si presenta al campionato di Serie A con lo scopo di riconfermare il 6º posto della stagione precedente, grazie al supporto dato principalmente da Anna Maria Franchini ed in secondo luogo da Lucia Linari e Maria Rosa Dalmonte e dalla gestione di Ernesto Miccoli, alla quinta stagione a Faenza.
L'inizio non è dei migliori, difatti le sconfitte contro la Comense e la Bernocchi Legnano, provocano uno scivolone dell'Omsa Faenza nelle retrovie della classifica, anche se importanti colpi messi a segno permettono al Faenza di rialzarsi, che dopo aver infranto i sogni di tricolore per la Bernocchi Legnano, cede di un punto alla Triestina, compromettendo in parte la propria stagione, anche se il risultato finale è 6º posto per Faenza con 12 punti. La salvezza è compiuta.